# والتر كوهوت
والتر كوهوت (بالألمانية: Walter Kohut)‏ (و. 1927 – 1980 م) هو ممثل مسرحي، وممثل أفلام، وممثل تلفزي نمساوي، ولد في فيينا، بدأ مشواره المهني سنة 1949، توفي في إنسبروك، عن عمر يناهز 53 عاماً.

## جوائز
حصل على جوائز منها:

جائزة الفيلم الألماني ‏

## وصلات خارجية
- والتر كوهوت على موقع IMDb (الإنجليزية)
- والتر كوهوت على موقع ألو سيني (الفرنسية)
- والتر كوهوت على موقع أول موفي (الإنجليزية)
- والتر كوهوت على موقع قاعدة بيانات الأفلام السويدية (السويدية)
- والتر كوهوت على موقع ديسكوغز (الإنجليزية)
- والتر كوهوت على موقع قاعدة بيانات الفيلم (الإنجليزية)
- والتر كوهوت على موقع كينوبويسك (الروسية)